# András Hajnal
Pour les articles homonymes, voir Hajnal.
András Hajnal, né le 13 mai 1931 à Budapest en Hongrie et mort le 30 juillet 2016 à Budapest, est un mathématicien hongrois, spécialiste de théorie des ensembles et de combinatoire, notamment de théorie des graphes.

## Carrière
Hajnal étudie les mathématiques à l'université Loránd Eötvös de Budapest, où il est diplômé en 1953. Il soutient une thèse sous la direction de László Kalmár (candidat) en 1956 ou 1957 et une habilitation (docteur) en 1962. À partir de 1956, il enseigne à l'université Loránd Eötvös. En 1994, il part pour les États-Unis à l'université Rutgers, où il reste jusqu'à son éméritat en 2004. À Rutgers, il dirige le DIMACS (en) (Center for Discrete Mathematics and Theoretical Computer Science) de 1994 à 1995. En 2004, il retourne en Hongrie.

## Contributions scientifiques
Hajnal travaille en théorie des ensembles et en combinatoire. Il travaille en étroite collaboration avec Paul Erdős, avec lequel il publie 56 articles. Il prouve, avec son étudiant Endre Szemerédi ce qui est appelé le théorème de Hajnal-Szemerédi sur la coloration de graphes, énoncé conjecturé par Erdős. Le théorème dit que tout graphe de degré maximal k possède une coloration équitable des sommets en k+1 couleurs,. Un autre théorème, en théorie axiomatique des ensembles et sur une fonction de partition, porte son nom et celui de James Baumgartner,.
Hajnal a travaillé en théorie combinatoire des ensembles ; il est l'un des fondateurs, en collaboration avec Erdős et Rado, de la théorie des applications d'ensembles et, surtout, du calcul de partitions. Son résultat, établi conjointement avec Fred Galvin, sur le cardinal de l'exponentiation a été repris par Saharon Shelah dans la théorie PCF (en). Il a également publié de nombreux articles sur la topologie théorique et a donc joué un rôle essentiel dans l'introduction des outils et des méthodes de la théorie des ensembles modernes aux problèmes de topologie générale.
Il est auteur, avec Erdős, de la conjecture d'Erdős-Hajnal qui n'est pas encore complètement démontrée.

## Honneurs et responsabilités
Hajnal est membre de l'Académie hongroise des sciences depuis 1982, et directeur de son institut de mathématiques de 1982 à 1992. De 1980 à 1990, il est secrétaire de la Société mathématique de Hongrie et son président de 1990 à 1996. En 1974 il est Invited Speaker au Congrès international des mathématiciens à Vancouver (« Results and independence results in set theoretical topology »). Il est Fellow de l’American Mathematical Society. Hajnal est aussi l'un des présidents honoraires de la European Set Theory Society.
Il reçoit la médaille Tibor-Szele en 1980.
Hajnal était un joueur d'échec passionné.

## Écrits
- András Hajnal, Peter Hamburger et Attila Máté (traducteur), Set Theory, Cambridge, Cambridge University Press, coll. « London Mathematical Society Student Texts » (no 48), 1999, viii+316 (ISBN 978-0-521-59667-1, MR 1728582, lire en ligne). — Traduit de l'original hongrois de 1983 de Hajnal et Hamburger par Attila Máté
- (en) Paul Erdős, András Hajnal, Attila Máté et Richard Rado, Combinatorial set theory : partition relations for cardinals, Amsterdam, North-Holland, coll. « Studies in Logic and the Foundations of Mathematics » (no 106), 1984, 347 p. (ISBN 0-444-86157-2, MR 0795592).

- Alan Baker, Béla Bollobás et András Hajnal (éditeurs), A Tribute to Paul Erdös, Cambridge University Press, 1991, 500 p. (ISBN 978-0-521-06733-1).

## Nécrologies
- András Hajnal (May 13, 1931 — July 30, 2016) sur le site de la European Set Theory Society
- Remembering András Hajnal (1931-2016) au DIMACS
- Mirna Džamonja, « András Hajnal, life and work », News Bulletin of the Iranian Association for Logic